# I-81
I-81 (Interstate 81) — межштатная автомагистраль на востоке Соединённых Штатов Америки. Общая протяжённость — 854,89 мили (1375,81 км). Проходит по территории шести штатов.

## Маршрут магистрали
| Штат  | миль   | км      |
| ----- | ------ | ------- |
| TN    | 75,66  | 121,76  |
| VA    | 324,92 | 522,91  |
| WV    | 26     | 42      |
| MD    | 12,08  | 19,44   |
| PA    | 232,63 | 374,38  |
| NY    | 183,6  | 295,5   |
| Всего | 854,89 | 1375,81 |

### Теннесси
Южный конец Interstate 81 располагается на пересечении с I-40 в городе Дандридж в восточной части Теннесси. I-40 соединяет город Мемфис на западе с Северной Каролиной на востоке. I-81 же направляется на север в Виргинию.

### Виргиния
I-81 большую часть пути проходит по малонаселённой местности на севере Виргинии. В округе Уит около 10 км I-81 соединена с I-77. Между городами Лексингтон и Стантон она также соединена с I-64.

### Западная Виргиния
Interstate 81 пересекает крайнюю восточную часть Западной Виргинии, проходя 42 км по территории округа Беркли. Самый крупный город, через который проходит эта магистраль, — Мартинсберг.

### Мэриленд
I-81 проходит по территории Мэриленда всего 19 км. Магистраль проходит через город Хейгерстаун, в окрестностях которого пересекает несколько других основных маршрутов, в частности, I-70.

### Пенсильвания
Interstate 81 — основная магистраль, соединяющая юг Пенсильвании с севером штата. Кроме того, дорога огибает с северо-востока столицу штата Гаррисберг. Затем магистраль направляется на северо-восток в сторону Уилкс-Барре и Скрантона.

### Нью-Йорк
I-81 попадает на территорию штата в районе города Бингемтон, где пересекает I-86 и I-88. В центре Нью-Йорка, в городе Сиракьюс, Interstate 81 пересекает I-90. Северный конец магистрали располагается на мосту через реку Святого Лаврентия на границе США и Канады.

## Основные развязки
- I-26 / US 23, Кингспорт, Теннесси
- I-77, округ Уайт, Виргиния
- I-64, Лексингтон, Виргиния
- I-66, Мидлтаун, Виргиния
- I-70, Хейгерстаун, Мэриленд
- US 11, Карлайл, Пенсильвания
- I-83 / US 322, Гаррисберг, Пенсильвания
- I-78, округ Лебанон, Пенсильвания
- I-80, округ Льюзерн, Пенсильвания
- I-476 / US 6 / US 11, округ Лузерн, Пенсильвания
- I-84, округ Лакавонна, Пенсильвания
- I-86 / NY 17, Бингемтон, Нью-Йорк
- I-88, Бингемтон, Нью-Йорк
- I-690, Сиракьюс, Нью-Йорк
- I-90, Норт-Сиракьюс, Нью-Йорк

## Вспомогательные магистрали
- I-381, Бристол (Виргиния)
- I-481, Сиракьюс
- I-581, Роанок (Виргиния)
- I-781, Уотертаун (Нью-Йорк)